# يوفوك جيلان
يوفوك جيلان (بالتركية: Ufuk Ceylan)‏ (23 يونيو 1986 بإزمير في تركيا - ) هو لاعب كرة قدم تركي في مركز حراسة المرمى. شارك مع منتخب تركيا تحت 19 سنة لكرة القدم ومنتخب تركيا تحت 21 سنة لكرة القدم ومنتخب تركيا ب لكرة القدم ‏. أما مع النوادي، فقد لعب مع آلتاي إزمير وغلطة سراي ومانيساسبور ونادي إسطنبول باشاكشهر.

## وصلات خارجية
- يوفوك جيلان على موقع الاتحاد الأوربي (الإنجليزية)
- يوفوك جيلان على موقع اتحاد تركيا (لاعب) (الإنجليزية)
- يوفوك جيلان على موقع Soccerway.com (الإنجليزية)
- يوفوك جيلان على موقع عالم كرة القدم.نت (الإنجليزية)
- يوفوك جيلان على موقع AS.com (الإسبانية)